# Whiting (cràter)
Whiting és un cràter d'impacte en el planeta Venus de 35,7 km de diàmetre. Porta el nom de Sarah Whithing (1847-1927), física i astrònoma estatunidenca, i el seu nom va ser aprovat per la Unió Astronòmica Internacional el 1994.